# Jelena Lopatić
Jelena Lopatić (Rijeka, 1980.) je hrvatska kazališna, televizijska i filmska glumica.

## Filmografija

### Televizijske uloge
- "Zajčić za laku noć" kao pripovjedačica (2020.)
- "Co mi, co ti" kao Jelena (2008.)
- "Kazalište u kući" kao Tina (2006. – 2007.)
- "Cimmer fraj" kao Božena (2006.)
- "Luda kuća" kao Alma (2006.)
- "Žutokljunac" kao Ljerkica (2005.)
- "Nora Fora" kao Nora Fora #2 (glas) (2004. – 2008.)

### Filmske uloge
- "Srbenka" kao Jelena Lopatić (2018.)
- "Anka" kao šumska vila (2017.)
- "Zagrebačke priče Vol. 3" kao Iva (segment "Munja") (2015.)
- "Sanjala si da si sretna" kao kolegica (2015.)
- "Otok ljubavi" kao sluškinja (2014.)
- "Ljudožder vegetarijanac" kao pacijentica (2012.)
- "Čovjek ispod stola" kao Lidija (2009.)
- "Što je muškarac bez brkova?" kao Julija (2005.)
- "Snivaj, zlato moje" kao crvenokosa cura (2005.)

## Rad u kazalištu

### Kazališne uloge
- "Lizistrata" (2010.) - HNK I. Zajc Rijeka
- "Da je proklet Kam" (2010.) - HNK I. Zajc Rijeka
- "Opća bolnica" (2009.) - HNK I. Zajc Rijeka
- "Crnac" kao Ona (2009.) - HNK I. Zajc Rijeka
- "Turbo-folk (predstava)" (2008.) - HNK I. Zajc Rijeka
- "Odmor od povijesti" (2008.) - Bacači Sjenki
- "Zapadni kolodvor" (2006.) - Teatar EXIT
- "Ex-pozicija" (2005.) - Bacači Sjenki

## Nagrade

### Kazališne nagrade
- "Nagrada Ardalion" za najboljeg mladoga glumca za ulogu u predstavi ‘Turbofolk’ (2010.) - Festival u Užicu, Srbija
- "Nagrada ‘Avdo Mujčinović’" za ulogu u predstavi "Turbofolk" (2010.) - dnevni list "Politika"
- "nagrada ‘Zlata Nikolić’" za najbolju žensku ulogu, predstava "Crnac" (2010.) - nagrada riječkog Kazališta
- "nagrada ‘Marul’" za ulogu Ona u predstavi ‘Crnac’ (2010.) - Marulićevi dani, Split
- "nagrada "Oblak"" za predstavu "Odmor od povijesti" (2010.) - PUF Festival, Pula
- "Specijalna nagrada" za predstavu "Odmor od povijesti" (2009.) - BITEF Festival, Beograd
- "nagrada "Oblak"" za predstavu "Ex-pozicija" (2009.) - PUF Festival, Pula
- "nagrada "Avazov zmaj"" za predstave "Odmor od povijesti" i "Ex-pozicija" (2008.) - MESS Festival, Sarajevo
- "Specijalna nagrada" za predstavu "Ex-pozicija" (2007.) - BITEF Festival, Beograd

## Vanjske poveznice
- Jelena Lopatić u internetskoj bazi filmova IMDb-u (engl.)